# 당포연대
당포연대(唐浦淵臺)는 대한민국 제주특별자치도 서귀포시 하예동에 있는 연대이다. 1996년 7월 18일 제주특별자치도의 기념물 제23-11호로 지정되었다.

## 개요
연대는 횃불과 연기를 이용하여 정치·군사적으로 급한 소식을 전하던 통신수단을 말한다. 봉수대와는 기능면에서 차이가 없으나 연대는 주로 구릉이나 해변지역에 설치되었고 봉수대는 산 정상에 설치하여 낮에는 연기로 밤에는 횃불을 피워 신호를 보냈다.
제주목 대정현에 소속되었던 당포연대는 제주 서귀포시 하예동 해안 북쪽 구릉에 있다.
횃불과 연기로 평상시에는 1개, 수상한 배가 나타나면 2개, 육지로 가까이 접근하면 3개, 육지에 침범하면 4개, 전투가 시작되면 5개를 올렸다고 한다.
동쪽으로 별노천 연대, 서쪽으로 산방 연대와 신호를 주고 받았다. 이 당포 연대는 제주민주항쟁 때 연대의 기단석을 헐어 마을보호를 위해 잣담(자질구레한 돌로 쌓아올린 탑)으로 사용되었는데, 1998년에 복원한 것이다.

## 참고 문헌
- 당포연대 - 국가유산청 국가유산포털